# Subsaltusaphis pulchra
Subsaltusaphis pulchra är en insektsart som beskrevs av Quednau och Shaposhnikov 1988. Subsaltusaphis pulchra ingår i släktet Subsaltusaphis och familjen långrörsbladlöss. Inga underarter finns listade i Catalogue of Life.